# Gấu nâu vàng
Gấu nâu vàng (Ursus Americanus cinnamomum) vừa là một giống gấu đa hình và phân loài của gấu đen Mỹ, có nguồn gốc ở khu vực miền trung và miền tây của Hoa Kỳ và Canada. Các quần thể được thành lập được tìm thấy ở Colorado, New Mexico, Utah, Idaho, Montana, Washington, Manitoba, Minnesota, Wisconsin, Wyoming, California, Alberta và British Columbia. Giống gấu này cũng đã được nhìn thấy ở Pennsylvania và New York. Sự khác biệt nổi bật nhất giữa gấu nâu vàngvà bất kỳ con gấu đen nào khác là bộ lông màu nâu hoặc nâu đỏ, gợi nhớ đến màu quế.

## Ngoại hình
Giống như các phân loài gấu đen khác, gấu nâu vàng là một loài ăn tạp. Chế độ ăn uống của chúng bao gồm trái cây, thực vật, các loại hạt, mật ong, và đôi khi côn trùng và thịt, thay đổi từ các phân loài khác vì sự khác biệt môi trường sống trong khu vực. Gấu con nặng khoảng 230 gram (8 oz) khi sinh, và gấu trưởng thành nặng từ 92,1 đến 270 kg (203 và 595 lb). Tuổi thọ của con gấu này tối đa là 30 năm.
Gấu nâu vàng là một giống gấu leo núi tuyệt vời, chạy giỏi và bơi lội mạnh mẽ. Chúng chủ yếu về sống đêm, mặc dù đôi khi hoạt động vào ban ngày. Các màu lông khác nhau thường được trộn lẫn trong cùng một gia đình; do đó, người ta thường thấy một con gấu đen với những con gấu nâu, một con nâu và một con đen hoặc thậm chí cả ba màu.
Những con gấu ngủ đông trong những tháng mùa đông, thường là từ cuối tháng 10 hoặc tháng 11 đến tháng 3 hoặc tháng 4, tùy thuộc vào điều kiện thời tiết.